# Bunge församling
Bunge församling var en församling i Visby stift. Församlingen utökades 2010 och denna utökade församling fick 2013 namnet Bunge, Rute och Fleringe församling.
Församlingskyrka var Bunge kyrka.
I församlingen fanns det 2009 1 312 invånare.

## Administrativ historik
Församlingen har medeltida ursprung.
Ur församlingen utbröts senast 1324 Fårö församling. Församlingen utgjorde på 1300-talet ett eget pastorat för att därefter till 1962 vara annexförsamling i pastoratet Rute, Bunge och Fleringe. Från 1962 till 2010 var församlingen moderförsamling i pastoratet Bunge, Fårö, Fleringe och Rute. År 2010 uppgick Rute och Fleringe församlingar i Bunge församling, som därefter till 2014 bildade pastorat med Fårö församling. År 2013 namnändrades församlingen till Bunge, Rute och Fleringe församling medan pastoratet hade kvar namnet Bunge pastorat.
Församlingskod var 098005.

## Organister
| Ämbetstid | Namn                   | Levnadstid | Övrigt    |
| --------- | ---------------------- | ---------- | --------- |
| 1951–1964 | Carl-Johan Gude Kihlén | 1905–      | Organist. |